# Русанов, Анатолий Иванович
Анато́лий Ива́нович Руса́нов (род. 20 апреля 1932, Ленинград) — советский и российский физикохимик, академик РАН (1991, Отделение химии и наук о материалах, секция химических наук), профессор СПбГУ.

## Биография
Окончил химический факультет Ленинградского университета (1955). В 1958 году защитил кандидатскую, в 1963 году — докторскую диссертацию. Работал в НИИ химии ЛГУ. С 1987 года — заведующий кафедрой коллоидной химии СПбГУ.
Основные научные работы посвящены физикохимии поверхностных явлений, фазовых равновесий, процессов поверхностного разделения.
Председатель Научного совета по коллоидной химии и физико-химической механике РАН. Главный редактор «Журнала общей химии» и «Коллоидного журнала», член редколлегий журналов «Успехи химии», «Российский химический журнал», «Химия в России», «Mendeleev Communications». Вице-президент Российского химического общества им. Д. И. Менделеева.
Лауреат Государственной премии СССР (1981). Заслуженный деятель науки Российской Федерации (1999). Премия имени Д. И. Менделеева (2004) за цикл работ «Механохимия, нанотермодинамика и уравнения состояния». Золотая медаль имени Д. И. Менделеева (2008) за цикл работ «Термодинамика твёрдых поверхностей и механохимия». Награждён Почётной грамотой Президента Российской Федерации (2015) и Благодарностью Президента Российской Федерации (2024).

Народный депутат СССР (1989—1991).
Я вообще считаю, что у учёного не должно быть убеждений. У учёного должно быть знание, постоянно обновляющееся знание. Впрочем, почему только у учёного? У любого разумного человека 

## Научные труды
- Русанов А. И. Термодинамика поверхностных явлений. — Л.: Изд. ЛГУ, 1960.
- Русанов А. И. Фазовые равновесия и поверхностные явления. — Л.: Химия, 1967.
- Русанов А. И., Левичев С. А., Жаров В. Т. Поверхностное разделение веществ. Теория и методы. — Л.: Химия, 1981.
- Русанов А. И. Мицеллообразование в растворах поверхностно-активных веществ. — СПб: Химия, 1992.
- Русанов А. И., Прохоров В. А. Межфазная тензиометрия. — СПб.: Химия, 1994.
- Русанов А. И. Термодинамические основы механохимии. — СПб: Наука, 2006.
- Русанов А. И. Лекции по термодинамике поверхностей: Учебное пособие. — СПб: Лань, 2013.
- Русанов А. И., Щёкин А. К. Мицеллообразование в растворах поверхностно-активных веществ. — 2-е изд., доп. — СПб: Лань, 2016.